# A nagy szépség
A nagy szépség (eredeti cím: La grande bellezza)  2013-ban bemutatott olasz-francia filmdráma, amelynek társírója és rendezője Paolo Sorrentino. Bemutatója a 2013-as cannes-i fesztiválon volt, ahol az Arany Pálmára esélyes versenyszekcióban vetítették.

## Cselekmény
Jep Gambardella 65 éves, tapasztalt újságíró és színházi kritikus, aki leginkább arra vállalkozik, hogy a történelem szépségében és a mai lakosok felszínességében elmerülő Róma társadalmi eseményei között bolyongjon. Fiatalon az alkotó írásba is belekóstolt, de csupán egyetlen regényt írt. Az elismerés és a számos díj ellenére Jep nem írt más könyvet, nemcsak lustasága, hanem mindenekelőtt egy alkotói válsága miatt, amelyből nem tud szabadulni. Létezésének célja az volt, hogy "társasági emberré" váljon, de nem akármilyen társasági emberré, hanem "a társaság királyává".
Jepet több barátja is körülveszi: Romano, egy drámaíró, aki állandóan egy fiatal nő pórázán van, aki kihasználja őt; Lello, egy nagyszájú és gazdag játékárus; Viola, egy gazdag polgár és egy Andrea nevű, súlyos mentális problémákkal küzdő fiú édesanyja; Stefania, egy eltartott írónő; Dadina, annak az újságnak a mélynövésű szerkesztője, ahol Jep dolgozik.
Egy reggel találkozik annak a nőnek (Elisanak) a férjével, aki Jep első és egyetlen szerelme volt. A férfi bejelenti, hogy Elisa meghalt, és csak egy naplót hagyott hátra, amelyben a nő Jep iránti szerelméről mesél; így a férj rájött, hogy 35 éven át csak egy póttárs volt. Ezt követően Jep életének mély és melankolikus újraértelmezésébe, valamint önmagáról és az őt körülvevő világról való hosszas elmélkedésbe kezd. És mindenekelőtt azon gondolkodik, hogy újra írni kezd.
A következő napokban Jep találkozik Ramonával, egy titkokkal rendelkező sztriptíztáncosnővel és Bellucci bíborossal, akiben a főzésszenvedélye még katolikus hiténél is erősebb. Jep fokozatosan meggyőződik létezésének hiábavalóságáról és haszontalanságáról. Hamarosan az ő baráti köre is felbomlik: Ramona gyógyíthatatlan betegségben meghal; Romano, csalódva Rómában, elhagyja a várost, és csak Jeptől búcsúzik el; Stefania, akit nyilvánosan megalázott Jep, elhagyja Jep körét; Viola viszont fia halála után minden vagyonát az egyháznak adományozza, és misszionárius lesz Afrikában.
Jep egy "szenttel", egy katolikus missziós apácával akar interjút készíteni a harmadik világban, ezért Giglio szigetére utazik. Mikor Jep visszaemlékszik az első találkozására Elisával, újra felcsillan benne a remény: a következő regénye végre napvilágra kerülhet.

## Szereplők
| Szerep          | Színész          | Magyar hang    |
| --------------- | ---------------- | -------------- |
| Jep Gambardella | Toni Servillo    | Harsányi Gábor |
| Romano          | Carlo Verdone    | Pálfai Péter   |
| Ramona          | Sabrina Ferilli  |                |
| Dadina          | Giovanna Vignola | Illyés Mari    |
| Orietta         | Isabella Ferrari | Oláh Orsolya   |
| Stefania        | Galatea Ranzi    |                |
| Talia Concept   | Anita Kravos     |                |
| Lello Cava      | Carlo Buccirosso |                |
| Viola           | Pamela Villoresi |                |
| Andrea          | Luca Marinelli   |                |
| Lorena          | Serenea Grandi   |                |

## Forgatás
A forgatás 2012. augusztus 9. és 2012. novembere között zajlott Rómában. A film kezdőjelenetét a Rómában található Fontana dell'Acqua Paola szökőkútnál vették fel.

## A film zenéje
| Sorrend | Cím                                               | Album és sorszám | Előadó | Zeneszerző                     |
| ------- | ------------------------------------------------- | ---------------- | --- | ------------------------------ |
| 1       | "I lie" (The Little Match Girl Passion)           | 1-01             | Torino Vocalensemble                                                                                          | David Lang                     |
| 2       | Far l'amore                                       | 2-01             | Bob Sinclar & Raffaella Carrà                                                                                 |                                |
| 3       | More than scarlet                                 | 2-02             | Decoder Ring                                                                                                  |                                |
| 4       | Mueve la colita                                   | 2–17             | El Gato D.J.                                                                                                  |                                |
| 5       | My heart's in the highlands                       | 1-03             | Else Torp, Christopher Bowers-Broadbent                                                                       | Arvo Pärt                      |
| 6       | Que no se acabe el mambo                          | 2–14             | La Banda Gorda                                                                                                |                                |
| 7       | The Lamb                                          | 1-07             | The choir of the Temple Church                                                                                | John Tavener                   |
| 8       | Parade                                            | 2-06             | Tape |                                |
| 9       | III. Lento—Cantabile-semplice from Symphony No. 3 | 1–10             | London Sinfonietta, Dawn Upshaw                                                                               | Henryk Górecki                 |
| 10      | World to come IV                                  | 1-02             | Maya Beiser                                                                                                   | David Lang                     |
| 11      | Moody                                             | –                | ESG |                                |
| 12      | Take my breath away                               | 2-03             | Gui Boratto                                                                                                   |                                |
| 13      | The beatitudes                                    | 1-05             | Kronos Quartet                                                                                                | Vladimir Martynov              |
| 14      | Forever                                           | 2-08             | Antonello Venditti                                                                                            | Maurizio Fabrizio              |
| 15      | Pancho                                            | –                | |                                |
| 16      | There Must Be an Angel (Playing with My Heart)    | –                | Lorraine Bowen                                                                                                | Annie Lennox, David A. Stewart |
| 17      | Water from the same source                        | 2–10             | Rachel’s |                                |
| 18      | II. Adagio from Symphony in C major               | 1-08             | film: Leopold Stokowski, Donald Johanos                                                                       | Georges Bizet                  |
| 19      | Dies irae, Requiem for my Friend                  | 1-06             | Elżbieta Towarnicka, Dariusz Paradowski, Piotr Lykowski, Piotr Kusiewicz, Grzegorz Zychowicz és Jan Szypowski | Zbigniew Preisner              |
| 20      | Everything trying                                 | 2–05             | Damien Jurado                                                                                                 |                                |
| 21      | Discoteca                                         | 2–16             | Exchpoptrue                                                                                                   |                                |
| 22      | We no speak americano                             | 2–15             | Studio Allstars                                                                                               |                                |
| 23      | Ti ruberò                                         | 2–12             | Monica Cetti                                                                                                  |                                |
| 24      | Trois mouvements perpétuels                       | –                | Peter Beijersbergen van Henegouwen                                                                            | Francis Poulenc                |
| 25      | Beata viscera                                     | 1–11             | Vox Clamantis                                                                                                 | Perotinus                      |
| –       | Time                                              | 1-04             | | Lele Marchitelli               |
| –       | River flows                                       | 1-09             | | Lele Marchitelli               |
| –       | Brain waves                                       | 2-04             | | Lele Marchitelli               |
| –       | Color my world                                    | 2-07             | | Lele Marchitelli               |
| –       | Surge of excitement                               | 2-09             | | Lele Marchitelli               |
| –       | Settembre non comincia                            | 2–11             | | Lele Marchitelli               |
| –       | Trumeau                                           | 2–13             | | Lele Marchitelli               |
| –       | Ramona                                            | 2–18             | Los Paraguayos and Luis Alberto del Paraná                                                                    | Lele Marchitelli               |

## Fogadtatás

### Kritikai visszhang
A filmet kedvezően fogadták a kritikusok. A Rotten Tomatoes-on a 135 kritikus 91%-a (123 kritikus) számolt be elégedetten Paolo Sorrentino filmjéről.

### Bevételi adatok
A nagy szépség 2 852 400 dollárt termelt Észak-Amerikában és 21 522 226 dollárt a világ többi részén, ami összesen 24 374 626 dolláros bevételt jelentett.

### Fontosabb díjak és jelölések
| Díjátadó                   | Kategória                     | Jelölt(ek)                              | Eredmény |
| -------------------------- | ----------------------------- | --------------------------------------- | -------- |
| 86. Oscar-gála             | Legjobb nemzetközi játékfilm  | Olaszország                             | Elnyerte |
| 71. Golden Globe-gála      | Legjobb idegen nyelvű film    | Paolo Sorrentino                        | Elnyerte |
| 67. BAFTA-gála             | Legjobb nem angol nyelvű film | Paolo Sorrentino                        | Elnyerte |
| 67. Ezüst Szalag díj       | Legjobb rendező               | Paolo Sorrentino                        | Jelölve  |
| 67. Ezüst Szalag díj       | Legjobb producer              | Nicola Giuliano és Francesca Cima       | Jelölve  |
| 67. Ezüst Szalag díj       | Legjobb forgatókönyv          | Paolo Sorrentino és Umberto Contarello  | Jelölve  |
| 67. Ezüst Szalag díj       | Legjobb férfi mellékszereplő  | Carlo Verdone                           | Elnyerte |
| 67. Ezüst Szalag díj       | Legjobb női mellékszereplő    | Sabrina Ferilli                         | Elnyerte |
| 67. Ezüst Szalag díj       | Logjobb operatőr              | Luca Bigazzi                            | Elnyerte |
| 67. Ezüst Szalag díj       | Legjobb jelmeztervező         | Daniela Ciancio                         | Jelölve  |
| 67. Ezüst Szalag díj       | Legjobb hang                  | Emanuele Cecere                         | Elnyerte |
| 67. Ezüst Szalag díj       | Legjobb filmzene              | Lele Marchitelli                        | Jelölve  |
| 2013-as cannes-i fesztivál | Arany Pálma                   | Paolo Sorrentino                        | Jelölve  |
| 59. David di Donatello-díj | Legjobb film                  | Nicola Giuliano és Francesca Cima       | Jelölve  |
| 59. David di Donatello-díj | Legjobb rendező               | Paolo Sorrentino                        | Elnyerte |
| 59. David di Donatello-díj | Legjobb forgatókönyvíró       | Paolo Sorrentino and Umberto Contarello | Jelölve  |
| 59. David di Donatello-díj | Legjobb producer              | Francesca Cima                          | Elnyerte |
| 59. David di Donatello-díj | Legjobb férfi főszereplő      | Toni Servillo                           | Elnyerte |
| 59. David di Donatello-díj | Legjobb női főszereplő        | Sabrina Ferilli                         | Jelölve  |
| 59. David di Donatello-díj | Legjobb férfi mellékszereplő  | Carlo Verdone                           | Jelölve  |
| 59. David di Donatello-díj | Legjobb női mellékszereplő    | Galatea Ranzi                           | Jelölve  |
| 59. David di Donatello-díj | Legjobb operatőr              | Luca Bigazzi                            | Elnyerte |
| 59. David di Donatello-díj | Legjobb zene                  | Lele Marchitelli                        | Jelölve  |
| 59. David di Donatello-díj | Legjobb díszlet               | Stefania Cella                          | Elnyerte |
| 59. David di Donatello-díj | Legjobb jelmeztervező         | Daniela Ciancio                         | Elnyerte |
| 59. David di Donatello-díj | Legjobb smink                 | Maurizio Silvi                          | Elnyerte |
| 59. David di Donatello-díj | Legjobb hajszobrász           | Aldo Signoretti                         | Elnyerte |
| 59. David di Donatello-díj | Legjobb vágás                 | Cristiano Travaglioli                   | Jelölve  |
| 59. David di Donatello-díj | Legjobb hang                  | Emanuele Cecere                         | Jelölve  |
| 59. David di Donatello-díj | Legjobb speciális effektusok  | Rodolfo Migliari Luca Della Grotta      | Elnyerte |
| 59. David di Donatello-díj | Különdíj                      | Paolo Sorrentino                        | Jelölve  |
| César-díjak 2014           | Legjobb külföldi film         | Paolo Sorrentino                        | Jelölve  |
| Európai Filmdíjak 2013     | Legjobb film                  | Paolo Sorrentino                        | Elnyerte |
| Európai Filmdíjak 2013     | Legjobb rendező               | Paolo Sorrentino                        | Elnyerte |
| Európai Filmdíjak 2013     | Legjobb színész               | Toni Servillo                           | Elnyerte |
| Európai Filmdíjak 2013     | Legjobb forgatókönyvíró       | Paolo Sorrentino és Umberto Contarello  | Jelölve  |
| Európai Filmdíjak 2013     | Legjobb vágó                  | Cristiano Travaglioli                   | Elnyerte |

## Fordítás
- Ez a szócikk részben vagy egészben  a   The Great Beauty című angol Wikipédia-szócikk fordításán alapul.  Az eredeti cikk szerkesztőit annak laptörténete sorolja fel. Ez a jelzés csupán a megfogalmazás eredetét és a szerzői jogokat jelzi, nem szolgál a cikkben szereplő információk forrásmegjelöléseként.